# Seznam písní skupiny Kabát

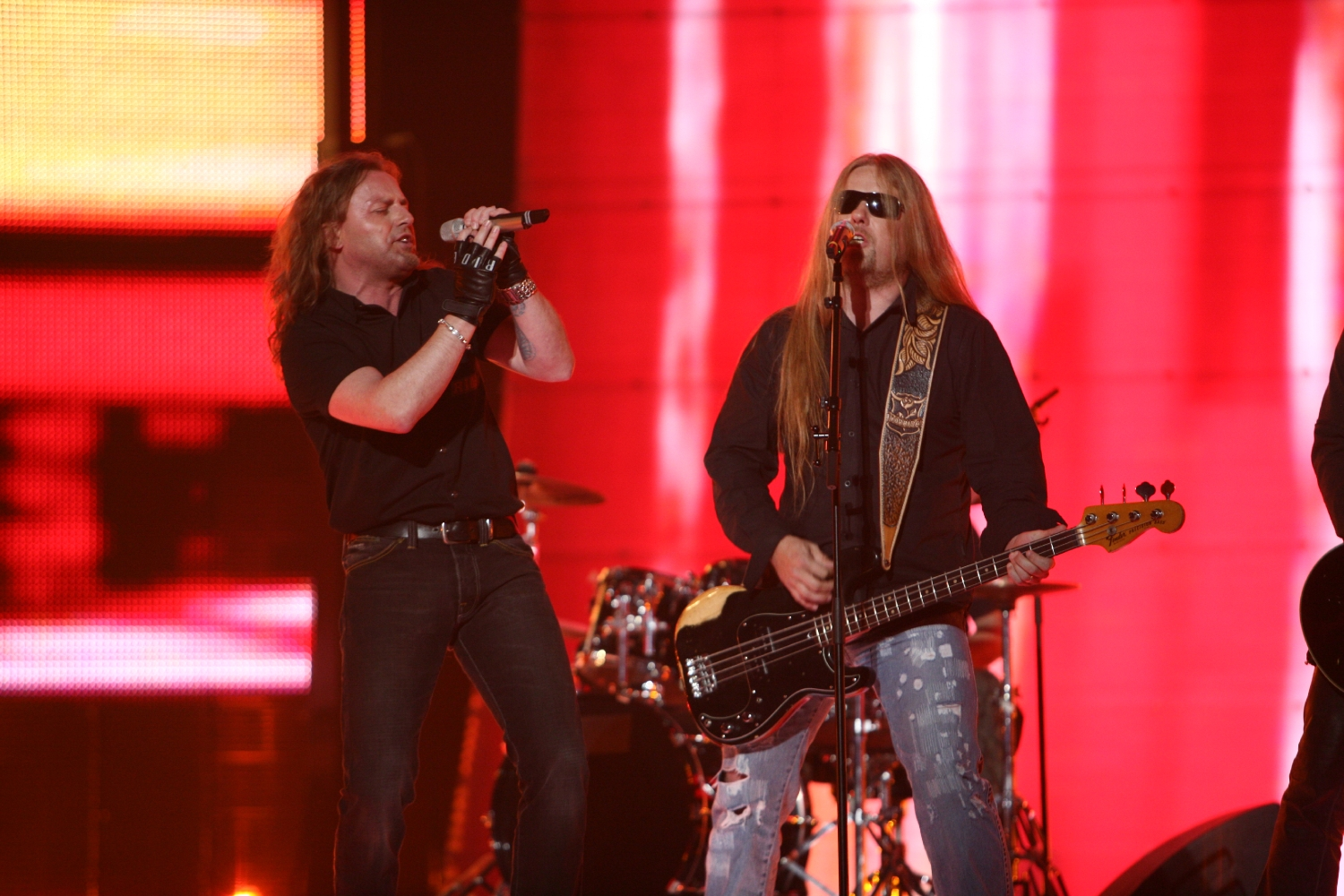
Skupina Kabát na soutěži Eurovision Song Contest 2007

Seznam písní skupiny Kabát uvádí přehled písní, které vydala hudební skupina Kabát. Ty jsou v seznamu seřazeny podle abecedního pořadí jejich názvu, následně je uveden autor hudby a autor textu. Poté je zmíněn název alba a rok, kdy poprvé skladba vyšla.

## A
- „Aby tě rakovina“ – Tomáš Krulich/Milan Špalek: Děvky ty to znaj (1993)[1]
- „...A šel“ – Tomáš Krulich/Milan Špalek, Josef Vojtek: Má ji motorovou (1991)[2]
- „Až pro mě přijdou“ – Tomáš Krulich/Milan Špalek: Colorado (1994)[3]

## B
- „Bahno“ – Ota Váňa/Milan Špalek, Tomáš Hajíček: Dole v dole (2003)[4]
- „Balada o špinavejch fuseklích“ – Ota Váňa/Milan Špalek: Čert na koze jel (1997)[5]
- „Banditi di Praga“ – Ota Váňa/Milan Špalek: Banditi di Praga (2010)[6]
- „Bang“ – Ota Váňa, Milan Špalek/Milan Špalek: Do pekla/do nebe (2015)[7]
- „Bára“ – Tomáš Krulich/Milan Špalek: Go satane go (2000)[8]
- „Ber“ – Ota Váňa/Milan Špalek: Go satane go (2000)[8]
- „Blues folsomské věznice“ – Motörhead/Jan Vyčítal: Čert na koze jel (1997)[5]
- „Boggie českýho šifaře“ – Tomáš Krulich/Tomáš Hajíček: Čert na koze jel (1997)[5]
- „Brouk pytlík“ – Ota Váňa/Milan Špalek: MegaHu (1999)[9]
- „Brousíme nože“ – Ota Váňa/Milan Špalek: Do pekla/do nebe (2015)[7]
- „Bruce Willis“ – Ota Váňa/Milan Špalek: MegaHu (1999)[9]
- „Buldozerem“ – Tomáš Krulich/Milan Špalek: Corrida (2006)[10]
- „Bum bum tequila“ – Tomáš Krulich/Milan Špalek: Go satane go (2000)[8]
- „Burlaci“ – Ota Váňa/Milan Špalek: Corrida (2006)[10]

## C
- „Centryfuga“ – Ota Váňa/Milan Špalek: Colorado (1994)[3]
- „Cesta do Kadaně“ – Tomáš Krulich/Milan Špalek: Corrida (2006)[10]
- „Cirkusovej stan“ – Ota Váňa/Tomáš Hajíček: Dole v dole (2003)[4]
- „Colorado“ – Milan Špalek/Milan Špalek: Colorado (1994)[3]
- „Corrida“ – Ota Váňa/Milan Špalek: Corrida (2006)[10]

## Č
- „Čejeni“ – Ota Váňa/Milan Špalek: Čert na koze jel (1997)[5]
- „Čert na koze jel“ – Milan Špalek/Milan Špalek: Čert na koze jel (1997)[5]
- „Číňani“ – Milan Špalek/Milan Špalek, Radek Hurčík: MegaHu (1999)[9]

## D
- „Dávám ti jeden den“ – Milan Špalek/Milan Špalek: Země plná trpaslíků (1995)[11]
- „Dávno už vim“ – Tomáš Krulich/Milan Špalek: Země plná trpaslíků (1994)[11]
- „Děvky ty to znaj“ – Tomáš Krulich/Milan Špalek: Děvky ty to znaj (1993)[12]
- „Do Bolívie na banány“ – Tomáš Krulich/Milan Špalek: Do pekla/do nebe (2015)[7]
- „Dole v dole“ – Tomáš Krulich/Milan Špalek: Dole v dole (2003)[4]
- „Don Pedro von Poltegreist“ – Tomáš Krulich/Milan Špalek, Robert Kodym: Banditi di Praga (2010)[6]
- „Do pekla/do nebe“ – Tomáš Krulich/Milan Špalek: Do pekla/do nebe (2015)[7]
- „Dr. Bambus“ – Ota Váňa/Milan Špalek: Má ji motorovou (1991)[2]

## Ď
- „Ďábel a syn“ – Ota Váňa/Milan Špalek: MegaHu (1999)[9]

## E
- „Ebenový hole“ – Ota Váňa/Milan Špalek: Banditi di Praga (2010)[6]
- „El Presidento“ – El Presidento (2022)
- „Elvis“ – Tomáš Krulich/Milan Špalek: Dole v dole (2003)[4]

## F
- „Frau Vogelrauch“ – Tomáš Krulich/Milan Špalek: Dole v dole (2003)[4]
- „Fuck ’n’ roll“ – Radek Hurčík/Jindřiška Vojtková: Má ji motorovou (1991)[2]

## G
- „Go satane go“ – Milan Špalek/Milan Špalek: Go satane go (2000)[8]

## H
- „Hej moralisti“ – Tomáš Krulich/Milan Špalek: Děvky ty to znaj (1993)[13]
- „Houby magický“ – Ota Váňa/Milan Špalek: Do pekla/do nebe (2015)[7]

## Ch
- „Chaňa s Rylou“ – Milan Špalek/Milan Špalek: MegaHu (1999)[9]
- „Chlap co řval“ – Radek Hurčík/Milan Špalek: Živě! (1992)[14]

## I
- „Irský hody“ – Ota Váňa/Milan Špalek: Dole v dole (2003)[4]

## J
- „Jabadabadů“ – Milan Špalek/Milan Špalek: Čert na koze jel (1997)[5]
- „Jack Daniels (epilog)“ – Ota Váňa/Milan Špalek: Děvky ty to znaj (1993)[12]
- „Jack Daniels (prolog)“ – Ota Váňa/Milan Špalek: Děvky ty to znaj (1993)[12]
- „Jak ti šlapou Kabáti“ – Radek Hurčík/Milan Špalek: Colorado (1994)[3]
- „Já si kopu vlastní hrob“ – Tomáš Krulich/Milan Špalek: MegaHu (1999)[9]
- „Jednou nás to zabije“ – Ota Váňa/Milan Špalek: Dole v dole (2003)[4]
- „Jen jsem ztratil směr“  – Ota Váňa/Milan Špalek: Země plná trpaslíků (1995)[11]
- „Joint“ – Ota Váňa/Milan Špalek: Děvky ty to znaj (1993)[15]
- „Joy“ – Ota Váňa/Milan Špalek: Corrida (2006)[10]

## K
- „Kabát“ – Tomáš Krulich/Milan Špalek: Čert na koze jel (1997)[5]
- „Kabibal Hanibal“ – Ota Váňa/Milan Špalek: Go satane go (2000)[8]
- „Kalamity Jane“ – Tomáš Krulich/Milan Špalek: Dole v dole (2003)[4]
- „Kávu si osladil (pro Frantu)“ – Ota Váňa/Milan Špalek: Banditi di Praga (2010)[6]
- „Kazačok“ – El Presidento (2022)
- „Kdeco nám zachutná“ – Ota Váňa/Milan Špalek: Banditi di Praga (2010)[6]
- „Kdo neskáče není Švéd“ – Milan Špalek/Milan Špalek: Banditi di Praga (2010)[6]
- „Kdo si nechce hubu spálit“ – Ota Váňa/Milan Špalek: Dole v dole (2003)[4]
- „Kdoví jestli“ – Ota Váňa/Milan Špalek: Corrida (2006)[10]
- „Kdyby ženský nebyly“ – Tomáš Krulich/Milan Špalek: Colorado (1994)[3]
- „Kostlivci“ – Ota Váňa/Milan Špalek: Corrida (2006)[10]
- „Králíci“ – Milan Špalek/Milan Špalek: Čert na koze jel (1997)[5]
- „Kůže líná od Kolína“ – Ota Váňa/Milan Špalek: Corrida (2006)[10]

## L
- „Lady Gag a Rin“ – Ota Váňa/Milan Špalek: Banditi di Praga (2010)[6]
- „Lady Lane“ – Ota Váňa/Milan Špalek: Čert na koze jel (1997)[5]
- „Láďa“ – Josef Vojtek, Milan Špalek/Milan Špalek: Země plná trpaslíků (1995)[11]

## M
- „Malá dáma“ – Ota Váňa/Milan Špalek: Corrida (2006)[10]
- „Matky & závity“ – Milan Špalek/Milan Špalek: Banditi di Praga (2010)[6]
- „Má ji motorovou“ – Milan Špalek/Milan Špalek: Má ji motorovou (1991)[2]
- „Mám obě ruce levý“ – Milan Špalek/Tomáš Hajíček: MegaHu (1999)[9]
- „Máš to už za sebou“ – Radek Hurčík/Milan Špalek: Má ji motorovou (1991)[2]
- „MegaHu“ – Tomáš Krulich/Milan Špalek: MegaHu (1999)[9]
- „Moderní děvče“ – Ota Váňa/Milan Špalek: Děvky ty to znaj (1993)[12]
- „Moje holka je Batman“ – Ota Váňa/Milan Špalek: Colorado (1994)[3]
- „Mouse Decadence“ – Ota Váňa, Milan Špalek/Milan Špalek: Banditi di Praga (2010)[6]
- „Mravenci“ – Tomáš Krulich/Milan Špalek: Go satane go (2000)[8]
- „My jsme zamilovaný“ – Ota Váňa/Milan Špalek: Děvky ty to znaj (1993)[16]
- „Myslivecký ples“ – Milan Špalek/Milan Špalek: Do pekla/do nebe (2015)[7]

## N
- „Narvi tam ten styl“ – Ota Váňa/Milan Špalek: Banditi di Praga (2010)[6]
- „Na sever“ – Ota Váňa, Milan Špalek/Milan Špalek: Go satane go (2000)[8]
- „Nechte mě bejt“ – Milan Špalek/Milan Špalek: Má ji motorovou (1991)[2]
- „Nejsem z USA“ – Tomáš Krulich/Milan Špalek: Colorado (1994)[3]
- „Nesahej na můj drink“ – Ota Váňa/Milan Špalek: Banditi di Praga (2010)[6]
- „Nesmrtelná teta“– El Presidento (2022)
- „Nimrod Fábera“ – Tomáš Krulich/Milan Špalek: Dole v dole (2003)[4]

## O
- „Odbilo nám klekání“ – Tomáš Krulich/Milan Špalek: Go satane go (2000)[8]
- „Ohroženej druh“ – Ota Váňa/Milan Špalek: Go satane go (2000)[8]
- „Onanie“ – Ota Váňa/Jindřiška Vojtková: Živě! (1992)[14]
- „Oni“ – El Presidento (2022)
- „Opilci v dějinách“ – Tomáš Krulich/Milan Špalek: Děvky ty to znaj (1993)[12]
- „Opilej klavír“ – El Presidento (2022)
- „Orgie“ – Tomáš Krulich/Milan Špalek: Má ji motorovou (1991)[2]
- „Ou jipi jé“ – Milan Špalek/Milan Špalek: Colorado (1994)[3]

## Ó
- „Óda na konopí“ – Tomáš Krulich/Milan Špalek: Děvky ty to znaj (1993)[12]

## P
- „Pakliže“ – Ota Váňa/Milan Špalek: Do pekla/do nebe (2015)[7]
- „Pašík“ – Milan Špalek, Josef Vojtek/Josef Vojtek: Má ji motorovou (1991)[2]
- „Peří prach a broky“ – Ota Váňa/Milan Špalek: Banditi di Praga (2010)[6]
- „Piju já, piju rád“ – Tomáš Krulich/Milan Špalek: Země plná trpaslíků (1995)[11]
- „Pirates“ – Ota Váňa, Milan Špalek/ Matěj Homola: Do pekla/do nebe (2015)[7]
- „Pivrnec“ – Tomáš Krulich/Milan Špalek: Děvky ty to znaj (1993)[17]
- „Pohoda“ – Tomáš Krulich/Milan Špalek: Suma sumárum (2001)[18]
- „Pohromy“ – Tomáš Krulich/Milan Špalek: MegaHu (1999)[9]
- „Porcelánový prasata“ – Milan Špalek/Milan Špalek: Děvky ty to znaj (1993)[12]
- „Potkali se v Paříži“ – Ota Váňa/Milan Špalek: Banditi di Praga (2010)[6]
- „Prdel vody“ – Tomáš Krulich/Milan Špalek: MegaHu (1999)[9]
- „Projdu zdí“ – Tomáš Krulich/Milan Špalek: Banditi di Praga (2010)[6]
- „Pro nás už není místo v ráji“ – Tomáš Krulich/Milan Špalek: Děvky ty to znaj (1993)[19]
- „Proti proudu“ – Tomáš Krulich/Milan Špalek: Do pekla/do nebe (2015)[7]
- „Přátelé stárnou“ – Radek Hurčík/Milan Špalek: Živě! (1992)[14]

## R
- „Raci v práci s.r.o“ – Ota Váňa/Milan Špalek: Corrida (2006)[10]
- „Raketovej pes“ – Tomáš Krulich/Milan Špalek: Čert na koze jel (1997)[5]
- „Rebel“ – Radek Hurčík/Jindřiška Vojtková: Má ji motorovou (1991)[2]
- „Restaurace pana Kalvody“ – Ota Váňa/Milan Špalek: Do pekla/do nebe (2015)[7]
- „Rio Grande (Ta co tančí s vlkem)“ – Milan Špalek/Milan Špalek: Go satane go (2000)[8]
- „Rodinej tank“ – Ota Váňa/Milan Špalek: Go satane go (2000)[8]
- „Rohypnol po tetě“ – Tomáš Krulich/Milan Špalek: Colorado (1994)[3]
- „Rumcajs miloval Manku“ – Ota Váňa/Milan Špalek: El Presidento (2022)
- „Rumovej rock'n'roll“ – Ota Váňa/Josef Vojtek: Živě! (1992)[14]

## S
- „Satan Klaus“ – Ota Váňa, Milan Špalek/Milan Špalek: Čert na koze jel (1997)[5]
- „S čerti nejsou žerty“ – Tomáš Krulich/Milan Špalek: Colorado (1994)[3]
- „Sedlák“ – Ota Váňa/Milan Špalek: Čert na koze jel (1997)[5]
- „Sem klidnej“ – Ota Váňa/Milan Špalek: Colorado (1994)[3]
- „Sem tam si taky dám“ – Milan Špalek/Milan Špalek: Čert na koze jel (1997)[5]
- „Sex, drogy, rock'n'roll“ – Milan Špalek/Milan Špalek: Má ji motorovou (1991)[2]
- „Sex, pervers“ – Ota Váňa/Milan Špalek: Má ji motorovou (1991)[2]
- „Shořel náš dům“ – Milan Špalek/Milan Špalek: Dole v dole (2003)[4]
- „Schody“ – Ota Váňa/Milan Špalek, Milan Cimfe: Banditi di Praga (2010)[6]
- „Silnej jako vůl“ – Ota Váňa/Milan Špalek: Země plná trpaslíků (1995)[11]
- „Skrblík“ – Tomáš Krulich/Milan Špalek: Má ji motorovou (1991)[2]
- „Sladký tóny“ – El Presidento (2022)
- „Slibem nezarmoutíš“ – Ota Váňa/Milan Špalek: Go satane go (2000)[8]
- „Sníh padá sníh“ – Ota Váňa/Milan Špalek: Go satane go (2000)[8]
- „Stará Lou“ – Ota Váňa/Milan Špalek: Dole v dole (2003)[4]
- „Starej bar“ – Tomáš Krulich/Milan Špalek: Colorado (1994)[3]
- „Stvořenej pro Acapulco“ – Milan Špalek/Milan Špalek: Čert na koze jel (1997)[5]

## Š
- „Šaman“ – Tomáš Krulich/Milan Špalek: MegaHu (1999)[9]

## T
- „Tak teda pojď“ – Milan Špalek/Milan Špalek: Země plná trpaslíků (1995)[11]
- „Tak to má bejt“ – Tomáš Krulich/Milan Špalek: Děvky ty to znaj (1993)[20]
- „Tarantule v trenkách“ – Tomáš Krulich/Milan Špalek: Čert na koze jel (1997)[5]
- „Táhni dál“ – Tomáš Krulich/Jindřiška Vojtková: Děvky ty to znaj (1993)[21]
- „Teta“ – Milan Špalek/Milan Špalek: MegaHu (1999)[9]
- „Troll“ – El Presidento (2022)
- „Tři sobi“ – El Presidento (2022)

## U
- „Učitel“ – Ota Váňa/Milan Špalek: MegaHu (1999)[9]
- „Už jsou zase na koni“ – Tomáš Krulich/Milan Špalek: Živě! (1992)[14]
- „Už mě bijou“ – Ota Váňa/Milan Špalek: Země plná trpaslíků (1995)[11]

## Ú
- „Úsměv pana Lloyda“ – Ota Váňa, Milan Špalek/Milan Špalek: Corrida (2006)[10]

## V
- „Valkýra“ – Ota Váňa/Milan Špalek: Do pekla/do nebe (2015)[7]
- „Vasil“ – Ota Váňa/Milan Špalek: Má ji motorovou (1991)[2]
- „Václav je na plech“ – Ota Váňa/Milan Špalek: Země plná trpaslíků (1995)[11]
- „Virtuóz“ – Tomáš Krulich/Milan Špalek: Corrida (2006)[10]
- „Víte jak to bolí“ – Milan Špalek/Milan Špalek: MegaHu (1999)[9]
- „V pekle sudy válej“ – Tomáš Krulich/Milan Špalek: Go satane go (2000)[8]
- „Všechno bude jako dřív“ – tradicionál/Milan Špalek: Čert na koze jel (1997)[5]
- „Všude tu jsou“ – Radek Hurčík/Milan Špalek: Země plná trpaslíků (1995)[11]
- „V útulcích pro ztracený“ – Tomáš Krulich/Jindřiška Vojtková: Živě! (1992)[14]

## W
- „Wonder“ – Ota Váňa/Milan Špalek: Čert na koze jel (1997)[5]
- „Western Boogie“ – Ota Váňa/Milan Špalek: Do pekla/do nebe (2015)[7]

## Z
- „Zátky“ – El Presidento (2022)
- „Zatoulanej Japonec“ – El Presidento (2022)
- „Zase jsem na mol“ – Ota Váňa/Radek Hurčík: Živě! (1992)[14]
- „Zasypat to vápnem“ – Radek Hurčík, Tomáš Krulich/Milan Špalek: Země plná trpaslíků (1995)[11]
- „Za ztracený námořníky“ – El Presidento (2022)
- „Země plná trpaslíků“ – Tomáš Krulich/Milan Špalek: Země plná trpaslíků (1995)[11]
- „Zhasněte světla“ – Tomáš Krulich/Milan Špalek: Země plná trpaslíků (1995)[11]

## Ž
- „Žízeň“ – Tomáš Krulich/Milan Špalek: Živě! (1992)[14]